# Josip Belušić
Josip Belušić [jósip bélušić], hrvaški izumitelj, * 1847 okolica Labina, † ?.
Belušić je leta 1888 izumil in skonstuiral prvi električni merilec hitrosti. Njegov izum je bil patentiran v Avstro-Ogrski pod imenom »velocimeter« (brzinomer).
Belušić, ki je bil rojen v okolici Labina, je med drugim kot profesor služboval tudi v Kopru.